# Matteo Soragna
Matteo Soragna, född 28 december 1975 i Mantua, Italien, är en italiensk basketspelare som tog OS-silver 2004 i Aten. Detta var Italiens  första medalj på 24 år i herrbasket vid olympiska sommarspelen. 2003 tog han med landslaget brons vid basket-EM i Sverige. 
Han har bland annat spelat för Pallacanestro Treviso.

### Fotnoter
1. ↑  Robbins, Liz (28 juni 2006). ”PRO BASKETBALL; Where No Italian Has Gone Before”. The New York Times. http://query.nytimes.com/gst/fullpage.html?res=9903E4D61730F93BA15755C0A9609C8B63&sec=&spon=&pagewanted=2. Läst 15 juli 2010.